# Oorlogsmonument Uithuizen

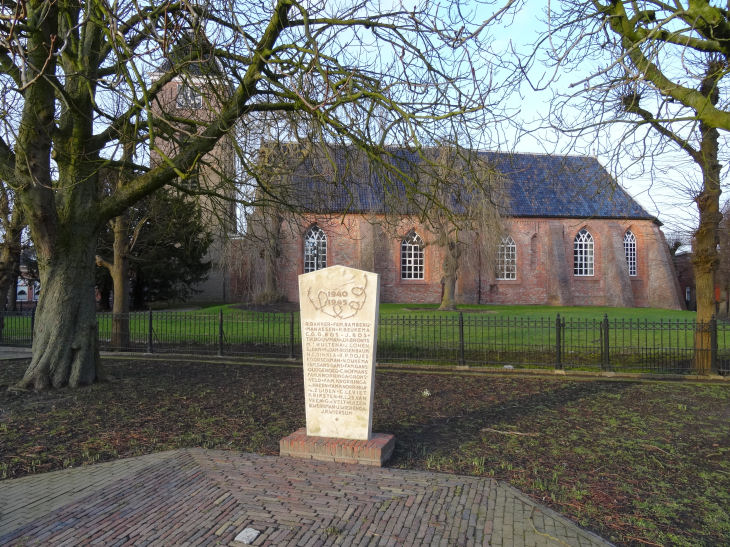
Het monument met op de achtergrond de kerk

Het oorlogsmonument in de Groningse plaats Uithuizen is een monument ter nagedachtenis aan slachtoffers van de Tweede Wereldoorlog.

## Beschrijving
Beeldhouwer Thees Meesters maakte een staande gedenksteen waarop in reliëf aan de bovenzijde een duif is afgebeeld, daaronder de jaartallen 1940 - 1945 en een stuk prikkeldraad.
De steen vermeldt de namen van de oorlogsslachtoffers: 

R. BAKKER - FAM. BAMBERG-
MANASSEN - P. BEIJKEMA
C.G.G. BOS - J. BOS
T.H. BOUWMAN - J.H. BRONTS
M.J. BULTENA - J. COHEN
S. v. DAM - M. v. DAM-ROSENBAUM
H.C. DINKLA - R.P. DOJES
F. DORSCHMAN - N.DIJKEMA
FAM. GANS-GANS - FAM.GANS-
OUDGENOEG - C. HOFMANS
FAM. KNORRINGA-GRONS-
VELD - FAM. KNORRINGA-
v. HAREN - FAM. KNORRINGA-
v. ZUIDEN - C. LEVIET
P. RIKSTEN - H.L.J.S. VAN
VEEN - G. v. VELTHUIZEN
B. WERKMAN - J. WIERENGA
J.R. WIERSUM

De natuurstenen zerk staat op een lage voet van gemetseld baksteen. Het monument werd opgericht op het plein naast de dorpskerk en in 1959 onthuld.